# The Workhouse
The Workhouse, brittisk musikgrupp bildat i Oxford, England 1996.
Bandet spelar en blandning av postrock/experimentell musik, indierock, samt  instrumental musik. Nuvarande medlemmar (2019) är Chris Taylor (gitarr, basgitarr, sång), Steve Hands (trummor, sång) och Mark Baker (gitarr, basgitarr).
De två band som liknar The Workhouse mest är förmodligen Explosions in the Sky och Flying Saucer Attack.

## Diskografi
Studioalbum
- The End of the Pier (2004)
- Flyover (2006)
- The Coldroom Sessions (2011)
- Now I Am On Fire (2016)

EPs
- Stoichkov EP (2000)
- The Sky Still Looks The Same (2013)

Singlar
- "Fred" / "Mr Sheen" (1999)
- "Peacon" / "Terry Feels Sick" (2000)
- "Paper Plane" / "Fry Up" (2000)
- "Le Sport, La Musique" / "Nancy" (delad singel Fotomoto / The Workhouse) (2002)
- "Ricketts" / "Ice Cream Van" (2003)
- "John Noakes" / "To Behave Like A Guard Dog And Fit Into A Matchbox" (delad singel The Workhouse / Souvaris) (2003)
- "I'm A Dead Leaf Waiting To Fall" / "Aberdeen" (delad singel Inch Blue / The Workhouse) (2004)